# Julie Vašků
Julie Vašků (dříve Julie Dobrovolná, či též Bienertová Vašků; * 3. října 1979 Brno) je česká lékařka a vysokoškolská pedagožka.
V roce 2005 vystudovala Lékařskou fakultu Masarykovy univerzity. Zde pokračovala v doktorském studiu programu Patologická fyziologie, které v roce 2009 úspěšně dokončila. V letech 2003 a 2008 se zúčastnila studijního pobytu v pařížské nemocnici Hôpital Necker-Enfants malades, kde se věnovala výzkumu mitochondriální dědičnosti. Od roku 2005 pracuje jako lékařka a koordinátorka studií na pediatrické klinice a oddělení dětské onkologie Fakultní nemocnice Brno. V letech 2010–2015 působila jako vedoucí výzkumná pracovnice v Masarykově onkologickém ústavu. V roce 2013 byla habilitována docentkou v oboru Fyziologie a patologická fyziologie. V roce 2014 jí byla udělena Cena rektora Masarykovy univerzity pro mladé vědce. Od roku 2015 působí v Centru pro výzkum toxinů v životním prostředí Recetox Přírodovědecké fakulty Masarykovy univerzity. Pracuje zde jako vedoucí pracoviště Environmentální fyziologie a věnuje se výzkumu stresu.. Věnuje se dále vývoji vlastní metody k měření stresu. V roce 2020 se stala profesorkou v oboru Patologická fyziologie. Byla zvolena jednou z oceněných v rámci evropské kampaně #EUwomen4future. Během pandemie covidu-19 se připojila k nově vzniklé Iniciativě Sníh. Hospodářské noviny a magazín CzechCrunch ji zařadili na seznam Innovators 2020.